# Jean Bozzi
Pour les articles homonymes, voir Bozzi.
Jean Bozzi, né le 4 décembre 1919 à Pila-Canale (Corse, actuelle Corse-du-Sud) et mort le 9 janvier 2004 à Paris 8e, est un préfet et député de Corse de 1967-1973 et de 1978 à 1981. Il avait été membre de plusieurs cabinets ministériels dont celui de Roger Frey, ministre de l'Intérieur. Il fut conseiller général de Saint-Florent de 1967 à 1973.